# Finow
Die Finow [ˈfiːnoː] ist ein etwa 14 km langer Rest eines ursprünglich etwa 45 km langen linken Nebenflusses zur Oder im Nordosten Brandenburgs. Sie endet heute bei Finowfurt. Ab dort wurde ihr folgender Teil bis Niederfinow zum Finowkanal ausgebaut und erhielt dessen Namen. Parallel zum Kanal gibt es nur noch wenige alte Flussteile. Sie und der untere, zum Teil trockengelegte etwa 9 km lange Rest bis zum Oder-Havel-Kanal bei Oderberg heißen noch Alte Finow.

## Name
Die ersten schriftlichen Nennungen sind: aquam ... Vino (1294), aque vinoue (1304) und fluuium Vinowe (1315). Der Name stammt aus dem altpolabischen und könnte mit dem altkirchenslawischen Wort vĕnьcъ für 'Kranz' verwandt sein. Der Name bezieht sich vielleicht auf eine in den Fluss
eingebaute, aus Flechtwerk bestehende Vorrichtung der Sperrfischerei.

## Verlauf
Die Finow hat ihren Anfang westlich von Biesenthal im Landkreis Barnim als Abfluss des Regesesees, dessen Zuflüsse das Hellmühler Fließ und das Rüdnitzer Fließ sind. Sie ist etwa 13,7 Kilometer lang und mündet westlich von Finowfurt in den Finowkanal. Über den längsten Fließweg (mit Hellmühler Fließ) beträgt die Länge etwa 21 Kilometer.
Der Wasserlauf aus erhaltenem Oberlauf und Finowkanal wird auch als Finowfließ bezeichnet, namengebend für den Wasser- und Bodenverband der Region.

## Ursprünglicher Verlauf
Die Finow mündete ursprünglich östlich von Niederfinow in die Oder. Nach dem Bau des Oderkanals in der Mitte des 18. Jahrhunderts floss die Oder nicht mehr um die Insel Neuenhagen herum. Die Finow mündete nun in einen Altarm der Oder, welcher schon nach wenigen Generationen zur Finow hinzugerechnet wurde und auch heute noch Alte Finow heißt. Die Mündung lag somit am Oderberger See (ebenfalls ein Altarm der Oder) zwischen Liepe und Oderberg.
Ihr Unterlauf wurde schon von 1603 bis 1620 kanalisiert und wurde Teil des Finowkanals. Zwischen dem ehemaligen Messingwerkhafen und unterhalb der Heegermühler Schleuse sind Teile des ersten Finowkanals sowie der Messingwerkgraben im ehemaligen Flussbett der Finow erhalten geblieben.
Ein weiterer Teil der Alten Finow ist im Ort Niederfinow südlich des Finowkanals erhalten geblieben, ein längerer Abschnitt weiter östlich am Schöpfwerk Liepe.

## Urstromtal
Die Finow führt an der Wehrmühle Biesenthal vorbei und erreicht etwas nördlich der Stadt das Eberswalder Urstromtal. Als Besonderheit benutzt das Flüsschen das Urstromtal entgegen der ursprünglichen Abflussrichtung. Sie fließt nach Osten; der Urstrom floss nach Westen. Ursache ist das sehr tief liegende Oderbruch, welches die Entwässerung an sich zog, sowie im Stadtgebiet von Eberswalde vorhandene Toteisblöcke, die mit ihrem Austauen Becken schufen, die das Flüsschen ebenfalls nach Osten ablenkten.

## Tourismus
Ein sehr gut ausgebauter Radweg (Treidelweg) ermöglicht es, dem Verlauf der Finow zu folgen und einen Eindruck von der Landschaft und Natur zu bekommen.

## Bilder

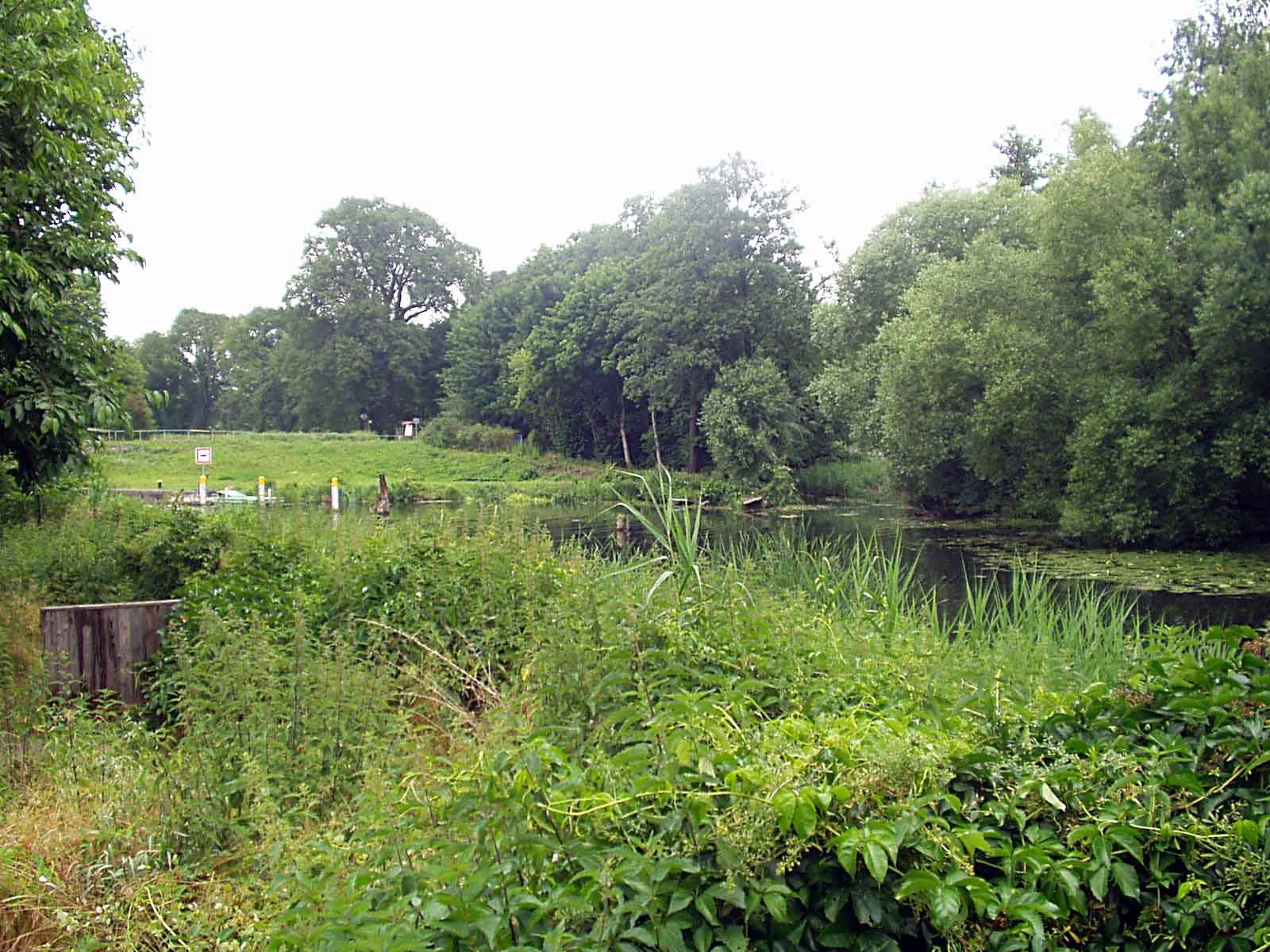
Die ehemalige Finow bei der Heegermühler Schleuse (heute Finowkanal)
Die Finow im 17. Jahrhundert
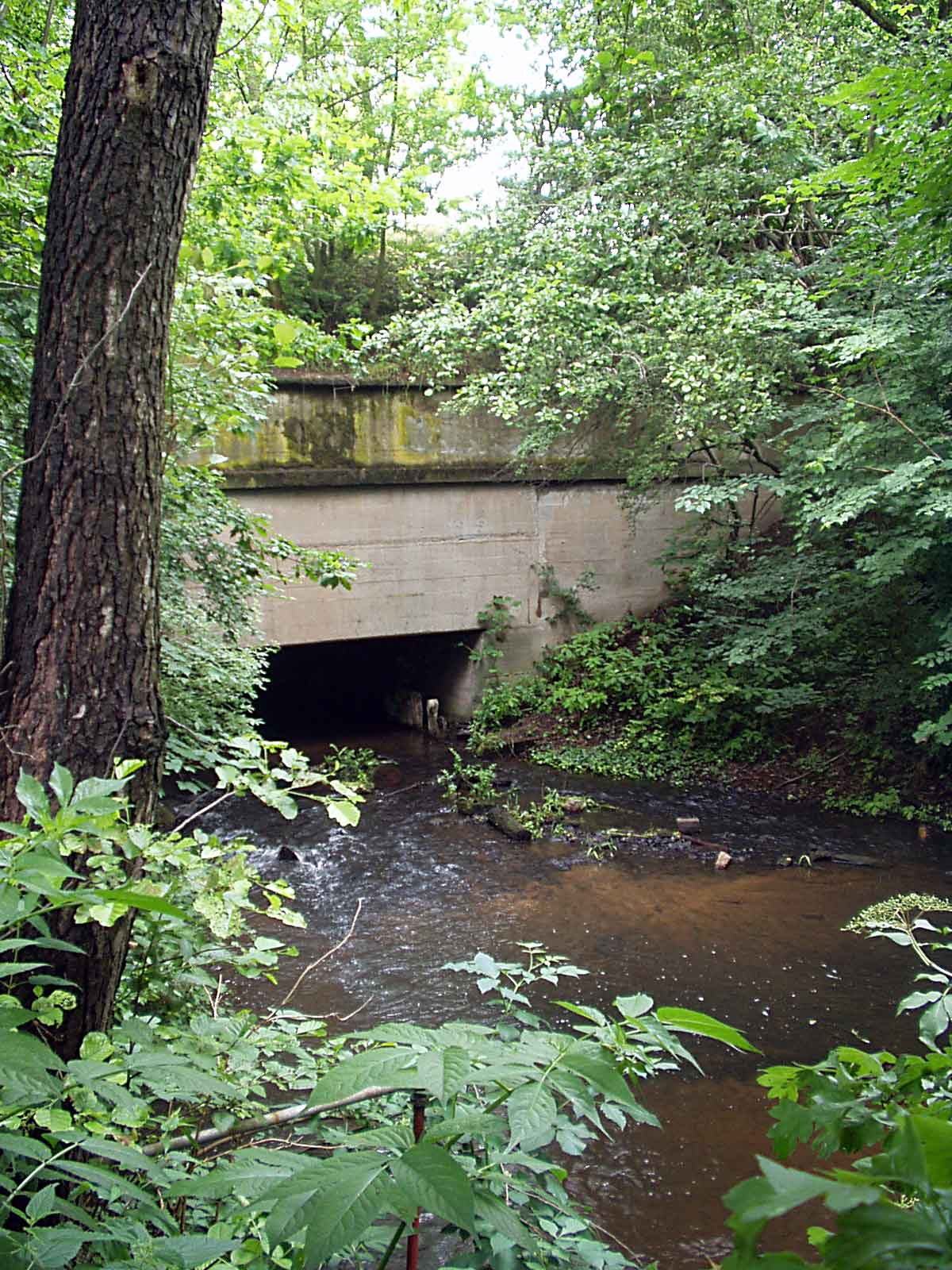
Eisenbahnbrücke über die Finow
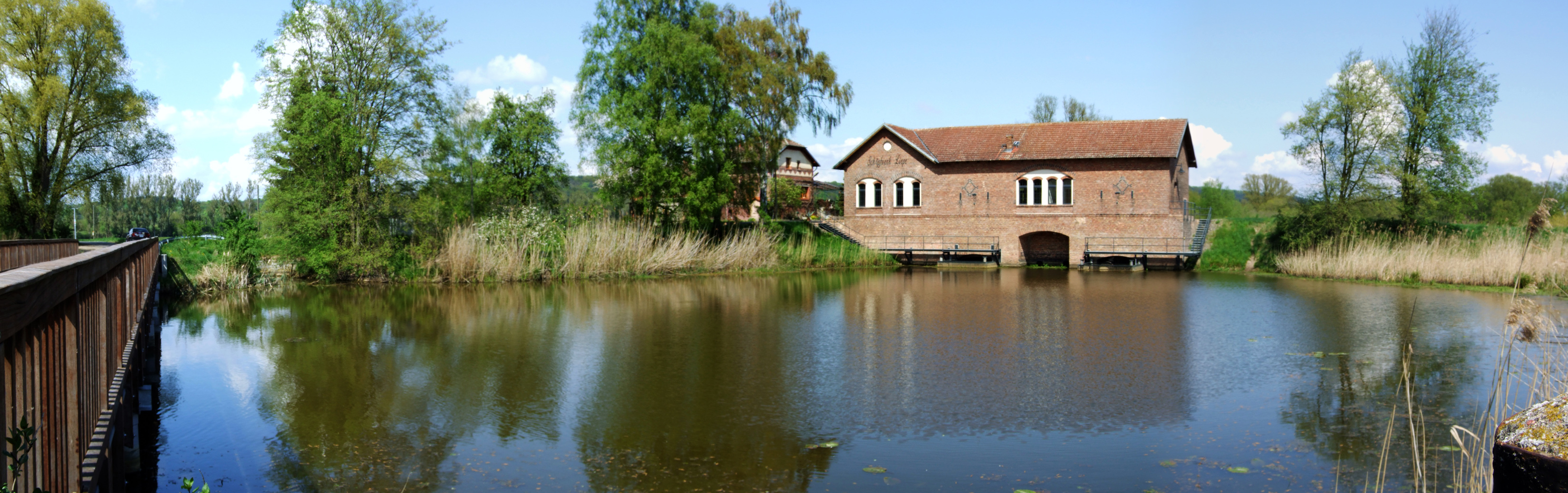
Die Alte Finow am Schöpfwerk Liepe